# Shaniwar Wada
 (juillet 2016).
Si vous disposez d'ouvrages ou d'articles de référence ou si vous connaissez des sites web de qualité traitant du thème abordé ici, merci de compléter l'article en donnant les références utiles à sa vérifiabilité et en les liant à la section « Notes et références ».
Shaniwarwada (Śanivāravāḍā) est un fort du XVIIIe siècle, situé dans la ville de Pune (Maharashtra, Inde). Construit en 1732, il a été jusqu'en 1818 la demeure des Peshwâ souverains de l'Empire marathe jusqu'à ce que les Peshwâ perdent le contrôle de la Compagnie des Indes après la troisième guerre anglo-marathe. Le palais était considéré comme le siège du pouvoir politique de l'Inde du XVIIIe siècle.
Le fort a été en grande partie détruit en 1828 par un incendie. Aujourd'hui, les ruines du palais sont devenues une attraction touristique.

## La construction

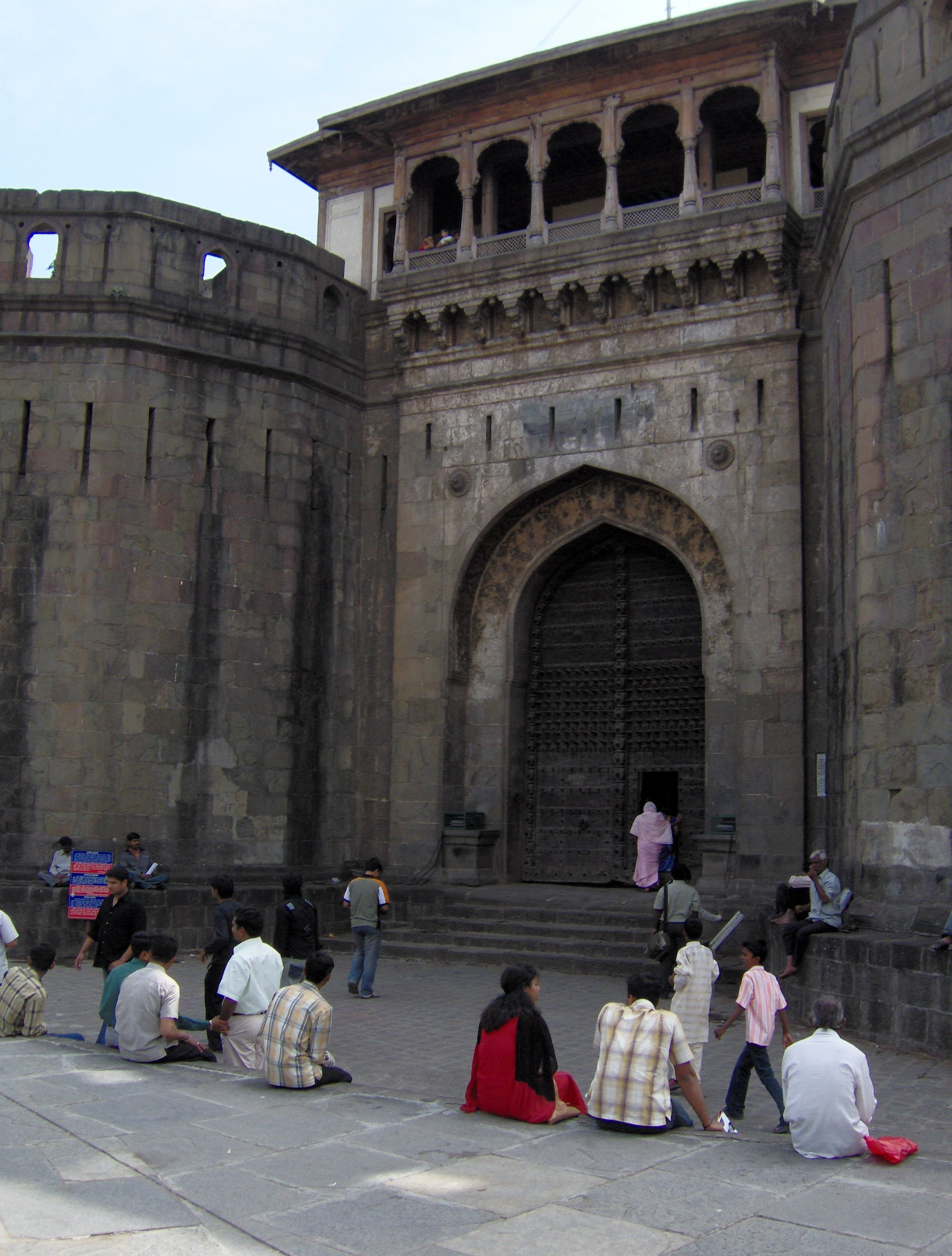
Des visiteurs face à la porte principale de Shaniwar Wada

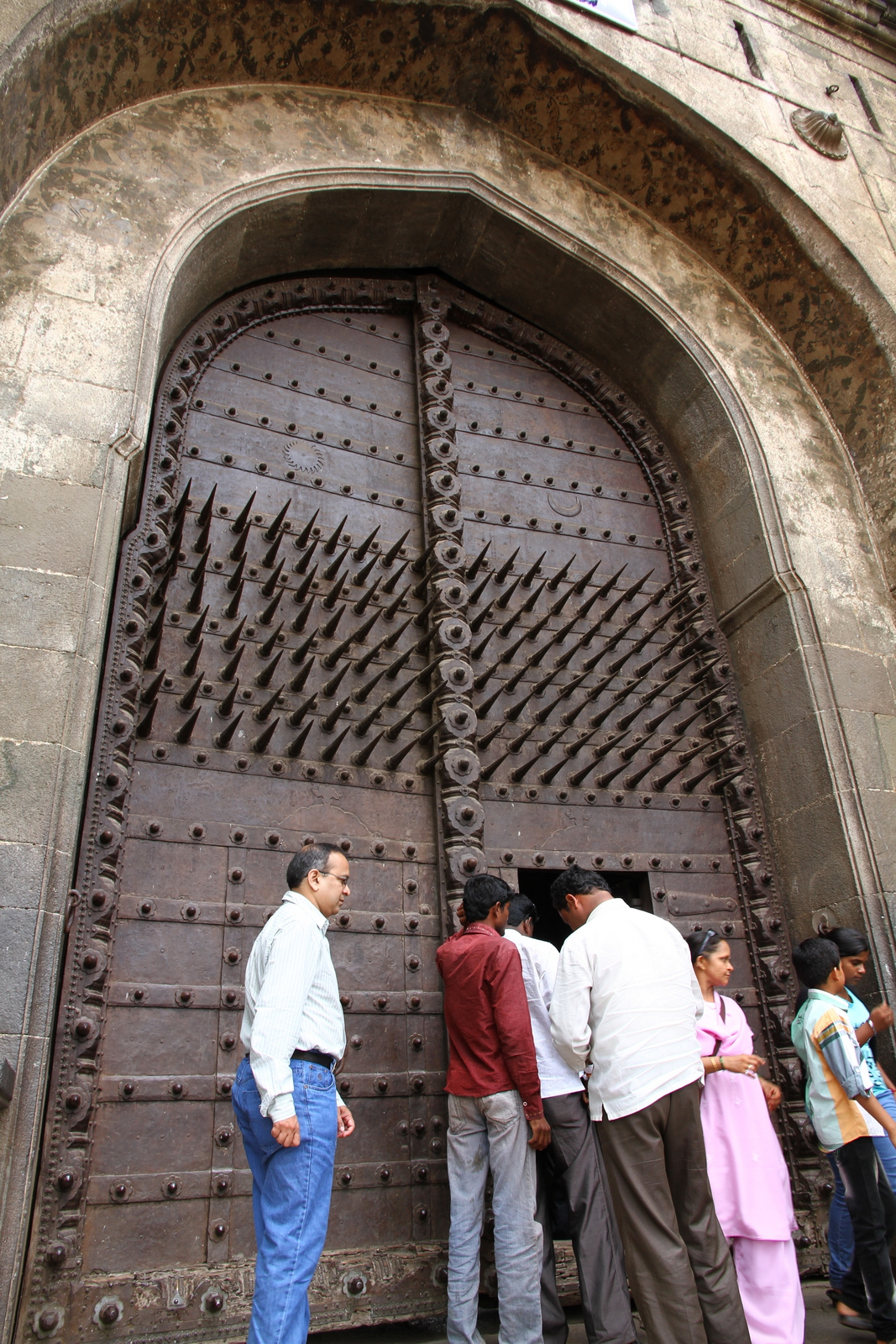
La Delhi Gate (Porte de Delhi) une des portes du palais.

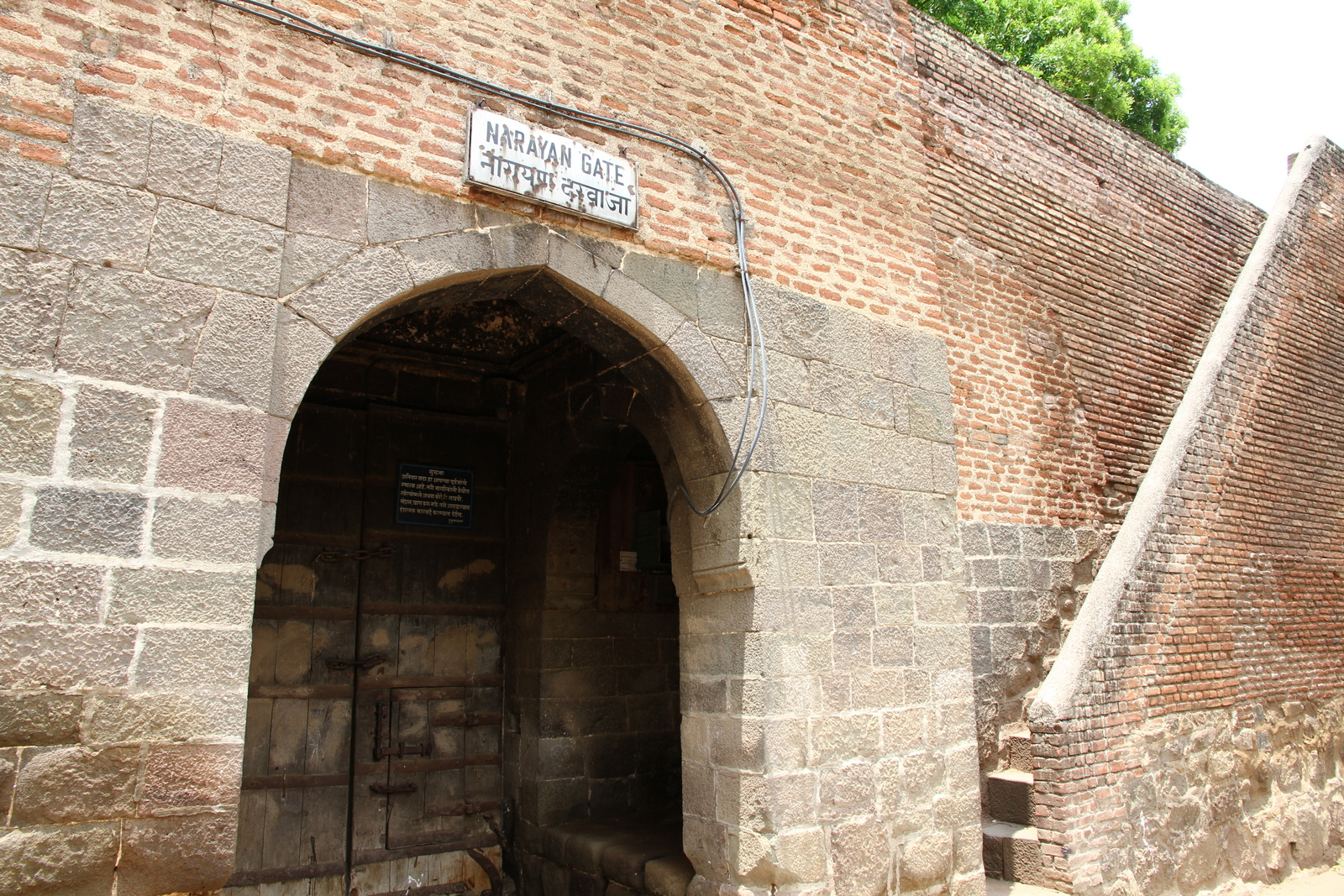
La Narayan's Gate (Porte de Nayaran), une des portes du palais.

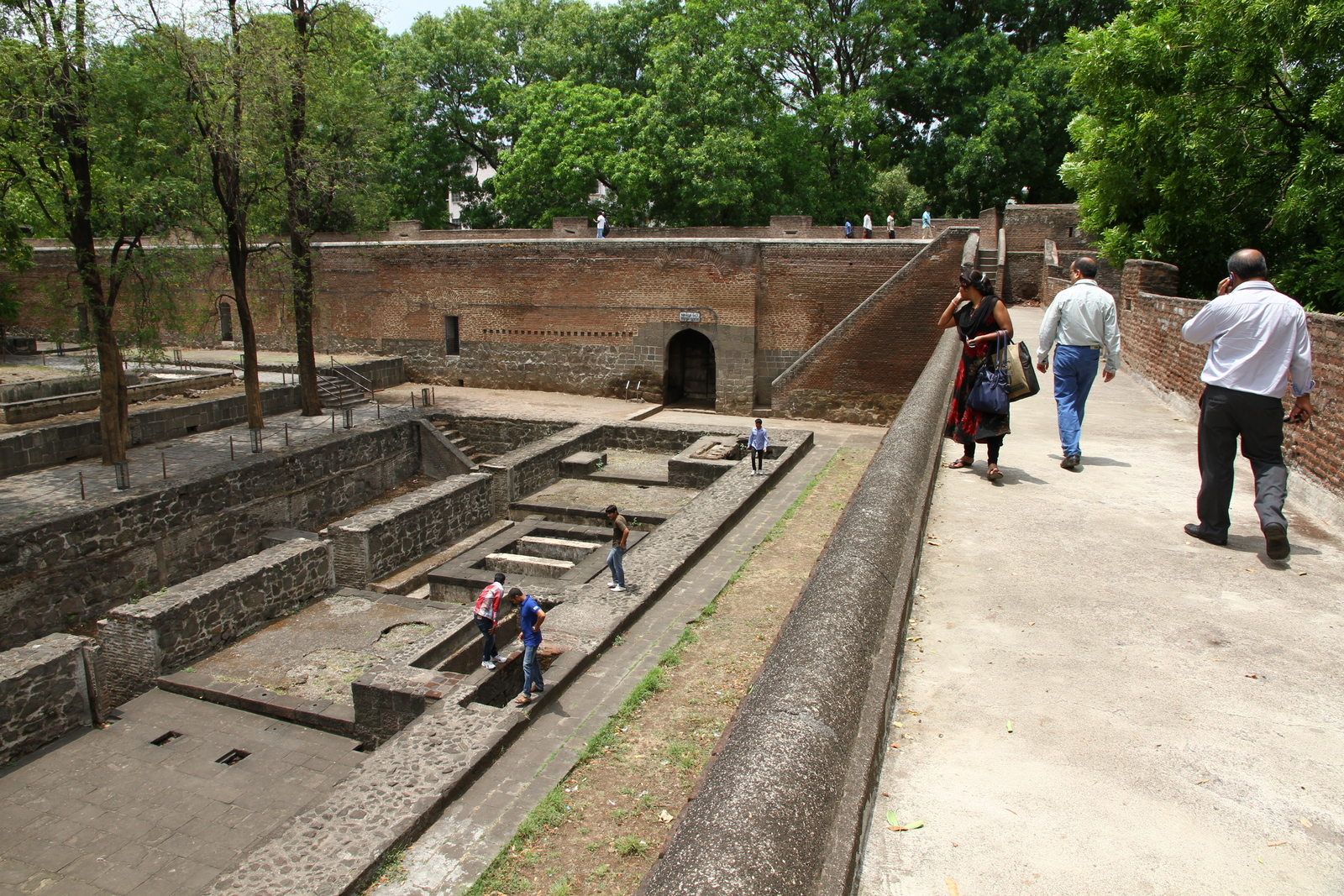
Les murs du palais de Shaniwar Wada et ses ruines.

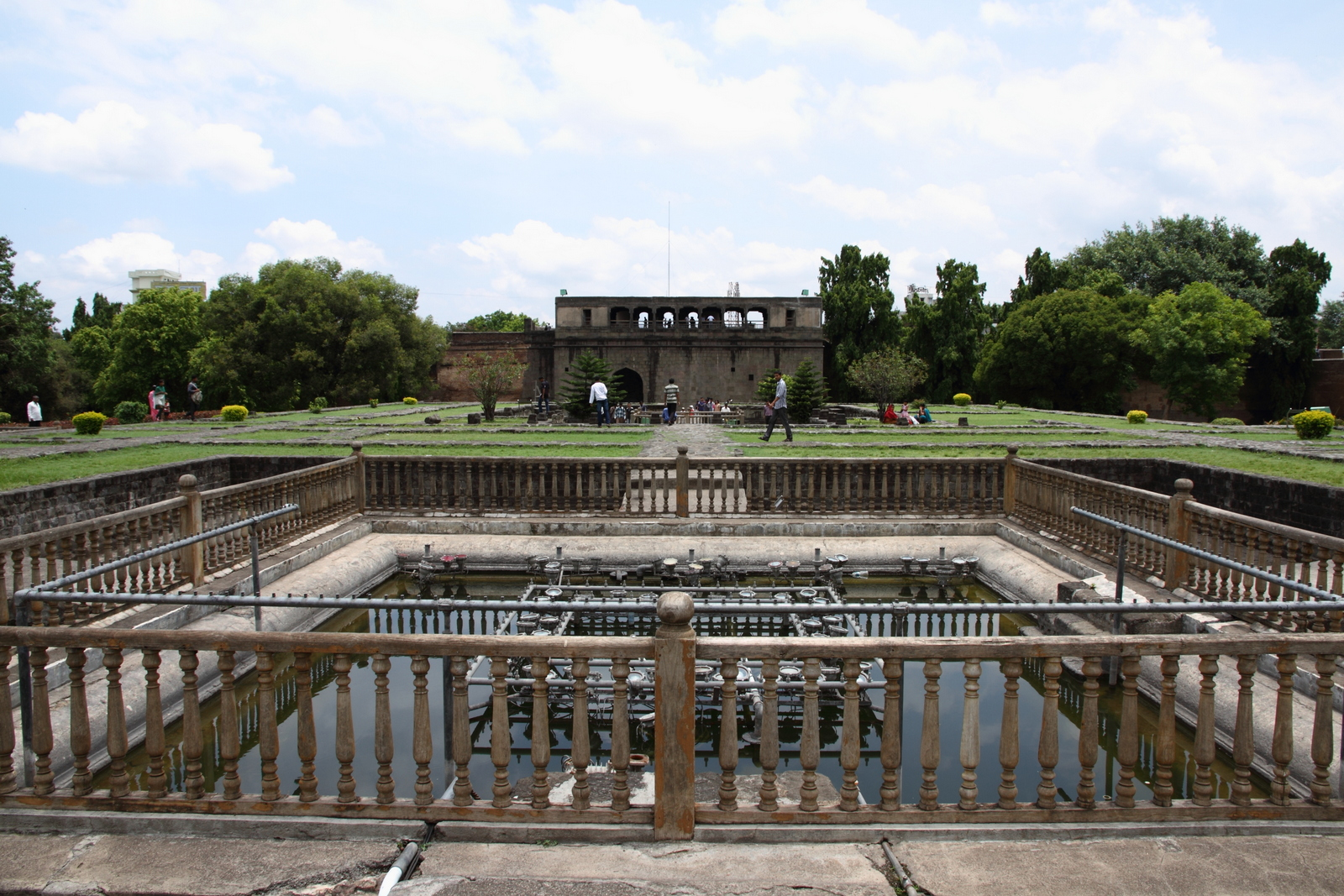
La fontaine du palais de Shaniwar Wada.

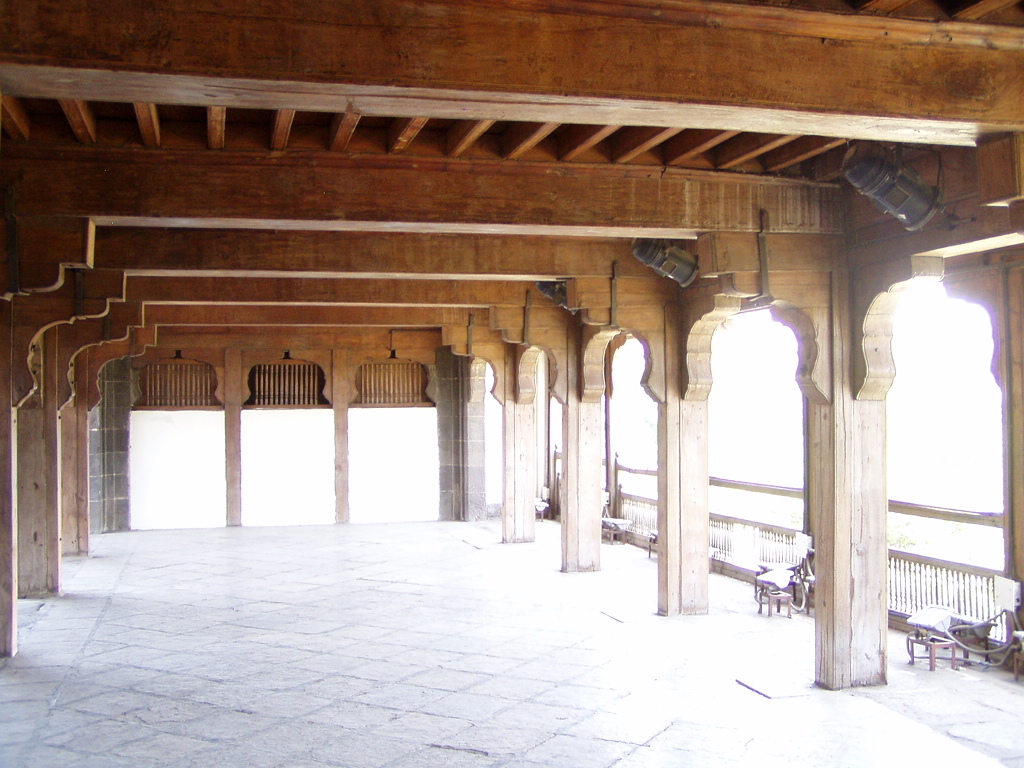
Une salle au premier étage au-dessus de dilli darwaja (Porte de Delhi)

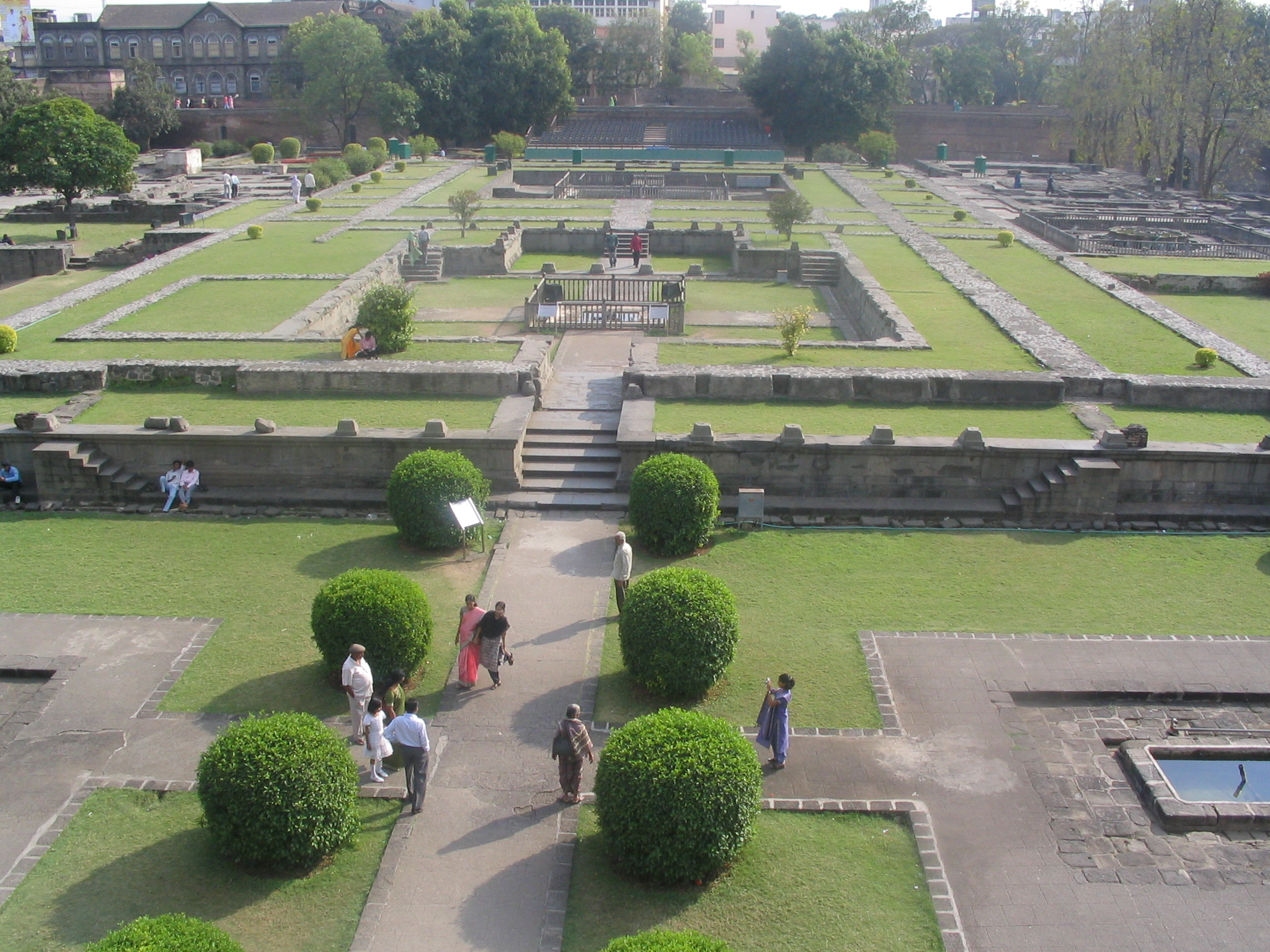
Les jardins de Shaniwarwada

Le peshwâ Bajirao Ier, premier ministre de Chattrapati Shahu, roi de l’Empire marathe, a inauguré en personne le samedi 10 janvier 1730 le début de construction du Shaniwarwada. Le palais a été nommé Shaniwarwada du Marathi Shaniwar (samedi) et Wada (un terme général pour demeure). Le Teck utilisé par les architectes a été importé des jungles de Junnar (District de Pune), la pierre a été apportée des proches carrières de Chinchwad, et la Chaux (minéral) a été apportée des carrières de calcaire de Jejuri. La construction de Shaniwarwada a été achevée en 1732, et a coûté un total de 16 110 roupies, une très grosse somme à l'époque.
La cérémonie d'ouverture s'est déroulée selon les coutumes hindouistes, le samedi 22 janvier 1732, un autre samedi choisi pour être un jour béni.
Plus tard, le peshwâ fait plusieurs ajouts, y compris les murs de fortification, avec des bastions et des portes, la cour des halls et d'autres bâtiments, des fontaines et des bassins. Actuellement, le mur de fortification a cinq portes et neuf bastions. Un ensemble de jardins a été ajouté et relié avec les fondations des bâtiments d'origine.
Le palais est situé près de la rivière de Mula-Mutha, dans la Kasba Peth.

## Les composantes du fort

### Les portes
Shaniwarwada a cinq portes:

#### Dilli Darwaza
Le Dilli Darwaza (La porte de Delhi) est la porte principale de la construction, et fait face au nord en direction de Delhi.
Il est dit que l'empereur Chhatrapati Shahu a interprété la construction de cette porte et le choix de son orientation comme un signe traducteur des intentions destructrices de Bajirao Ier envers l'Empire moghol
Le portail Dilli Darwaza bâti en force a des vantaux massifs, et est assez grand pour permettre à des éléphants surmontés d'un ensemble de howdahs (sièges auvents) de passer. Pour décourager les éléphants de siège de forcer l'entrée des portes, chaque volet de la porte a soixante-deux pics tranchants en acier disposés en grille de neuf par huit, environ à la hauteur du front de l'éléphant de bataille. Chaque volet a été également enrichi avec des croix en acier, et les cadres ont été vissés avec des vis en acier ayant des têtes aiguisées. Le volet droit a une petite porte de la taille d'un homme pour les entrées et sorties journalières. Le Shaniwar Wada a été construit par l'entrepreneur du Rajasthan connu sous le nom de "Kumawat Kshatriya" appartenant à la sous-caste Kumhar.
Même si une armée venait à forcer le passage de ces  portes, elle aurait besoin de tourner brusquement à droite, puis brusquement à gauche, pour passer à travers la passerelle et aboutir au complexe central. Cela permettrait à l'armée de défense de préparer une contre-attaque, pour reprendre la passerelle.
Étant le portail officiel du palais, les campagnes militaires partent à la guerre par cette porte et elles y sont accueillies à leur retour, toujours avec des cérémonies religieuses.

#### Mastani Darwaja
Mastani Darwaja (la porte de Mastani) ou Aliibahadur Darwaja, fait face au nord.
Cette porte a été utilisée par Mastani l'épouse de Bajirao lors de ses voyages hors du palais.

#### Khidki Darwaja
Khidki Darwaja (La Porte Fenêtre), face à l'est. Le Khidki Darwaja est nommé ainsi parce qu’il contient une fenêtre blindée enchâssée dans l'un de ses vantaux.

#### Ganesh Darwaja
Ganesh Darwaja (la porte de Ganesh), fait face au sud-est.
Elle est nommée d’après le support qui sert à se tenir près de cette porte appelée Ganesh Rang Mahal. Il aurait été utilisé par les femmes au fort pour visiter le temple à proximité du palais.

#### Jambhul Darwaja
Ou Narayan Darwaja (la porte de Narayan), fait face au sud.
Cette porte a été utilisée par les concubines pour entrer et sortir du fort. Il a acquis son nom après que la dépouille de Narayanrao Peshwa ait été conduite pour la crémation à travers cette porte.

### Le palais
Les bâtiments les plus importants du palais comprennent la Thorlya Rayancha Diwankhana (Marathi : la cour, le hall de réception de l'aîné d'une famille royale, c'est-à-dire Bajirao Ier), Naachacha Diwankhana (salle de danse), et Juna Arsa Mahal (salle des miroirs).
Depuis que les bâtiments ont été détruits dans l'incendie de 1828, seules des descriptions des espaces de vie du fort sont disponibles. Toutes les salles dans les bâtiments ont des portes en teck finement sculptées, des arcs en teck, avec des ornements en forme de larme et des piliers soutenant les plafonds en forme de tronc de cyprès, qui ont été couverts de bois sculptés de plantes grimpantes et de fleurs. Des lustres en verre sont accrochés au plafond. Les sols sont faits de marbre poli disposé en mosaïque, ornés de tapis persans. Les murs contenaient des peintures de scènes des épopées hindoues, le Ramayana et le Mahabharata.

## La culture populaire
En 2008, le jeu télévisé The Amazing Race Asia (en) saison 3 a été tourné dans le Shaniwar Wada. Dans le jeu télévisé, un participant de chaque équipe de deux doit trouver la bonne pheta (turban) parmi ceux portés par 50 hommes au sein du Shaniwar Wada.